# Eudiaptomus graciloides
Eudiaptomus graciloides är en kräftdjursart som först beskrevs av Wilhelm Lilljeborg 1888.  Eudiaptomus graciloides ingår i släktet Eudiaptomus, och familjen Diaptomidae. Arten är reproducerande i Sverige.
Detta djur förekommer främst i näringsrika sjöar men den finns även i näringsfattiga sjöar norrut i Sverige